# 良知暁
良知 暁（らち あきら、1980年 - ）は、日本のアーティスト。

## 概要
英国写真家協会学生コンペに入選、在学中より英国内外で写真、インスタレーションを発表する。エストニアでの制作滞在などを経て2007年に帰国。
2010年代後半以降の主な展覧会に、「支流：Looking for the way of resistance」（HIGURE17-15cas、2016年）、「Quiet Dialogue: インビジブルな存在と私たち」（東京都美術館、2018年）などがある。

## 経歴
1980年、静岡県に生まれる。
社会学を学んだ後、2007年ボーンマス美術大学写真学科卒業。 

## 個展
- 2007 gravity , neunplus gallery（ベルリン、ドイツ）助成:国際交流基金

## グループ展
- 2005年 - AOP Student Award 2005, AOP Gallery（ロンドン、イギリス）[2]
- 2006年 -  New Visions of Japanese Photography, 雅巣画廊（上海、中国）
- 2007年 -  nexus, La Viande（ロンドン、イギリス） 2007 Degree exhibition, text and works gallery（プール、イギリス）
- 2022年 -  「MOTアニュアル2022 　私の正しさは誰かの悲しみあるいは憎しみ」東京都現代美術館（日本、東京）